# الحرارشة (مجاط)
الحرارشة هو دُوَّار يقع بجماعة مجاط، إقليم شيشاوة، جهة مراكش آسفي في المملكة المغربية. ينتمي الدوّار لمشيخة مجاط التي تضم 24 دوار. يقدر عدد سكانه بـ 581 نسمة حسب الإحصاء الرسمي للسكان والسكنى لسنة 2004.

## روابط خارجية
- البوابة الوطنية للجماعات الترابية
- المندوبية السامية للتخطيط